# Toni-Ann Singh
Toni-Ann Singh (sinh ngày 3 tháng 2 năm 1996) là ca sĩ và hoa hậu người Jamaica, cô đăng quang Hoa hậu Thế giới 2019. Trước đó cô đã đăng quang Hoa hậu Thế giới Jamaica 2019 và là người phụ nữ thứ tư đến từ Jamaica đăng quang cuộc thi Hoa hậu Thế giới và cô cũng là Hoa hậu Thế giới có nhiệm kỳ lâu nhất trong lịch sử của cuộc thi vì cuộc thi Hoa hậu Thế giới đã hủy phiên bản 2020 và hoãn phiên bản 2021 đến 2022 mới có thể tổ chức đêm chung kết.

## Tiểu sử và học vấn
Singh sinh ra ở Morant Bay, Jamaica. Cô là người gốc Dougla, mẹ cô là người gốc Phi, và cha cô là người gốc Ấn Độ. Gia đình cô di cư đến Hoa Kỳ khi Singh chín tuổi, và định cư ở Florida. Cô theo học tại Đại học Bang Florida ở Tallahassee, nơi cô tốt nghiệp ngành nghiên cứu phụ nữ và tâm lý học.

## Sự nghiệp

### Hoa hậu Thế giới Jamaica 2019
Vào năm 2019, Singh tham gia cuộc thi Hoa hậu Thế giới Jamaica 2019 và cuối cùng cô đã đăng quang ngôi vị hoa hậu. Sau đó, Singh đã được trao quyền đại diện cho Jamaica tại Hoa hậu Thế giới 2019.

### Hoa hậu Thế giới 2019
Singh đến London vào tháng 11 năm 2019, để tham gia các hoạt động trước cuộc thi Hoa hậu Thế giới. Singh lọt vào top 40 của cuộc thi Top Model và giành chiến thắng trong phần thi tài năng, giúp cô lọt thẳng vào top 40 chung cuộc.  Đêm chung kết được tổ chức vào ngày 14 tháng 12 tại [[ExCeL London] ], nơi Singh tiến từ top 40 lên top 12 và cuối cùng là top 5.
Trong vòng hỏi đáp của top 5, Piers Morgan đã hỏi cô - “Tại sao bạn nên đăng quang Hoa hậu Thế giới 2019?” Toni đã trả lời câu hỏi như sau:

"Tôi nghĩ tôi đại diện cho một điều gì đó đặc biệt ... một thế hệ phụ nữ đang nỗ lực thay đổi thế giới. Tôi không coi mình giỏi hơn bất kỳ cô gái nào khác trên sân khấu, nhưng tôi sẽ nói rằng niềm đam mê của tôi dành cho phụ nữ và đảm bảo rằng họ có những cơ hội giống như tôi đã có, đó là điều khiến tôi trở nên khác biệt."

Sau đó, cô được hỏi: "Ai là người phụ nữ truyền cảm hứng nhất trên thế giới cho bạn?" và cô trả lời:

"Người phụ nữ truyền cảm hứng nhất cho tôi là mẹ tôi. Bây giờ tôi phải nói rằng, nếu mẹ tôi và bố tôi là gốc rễ, và tôi là cái cây, thì thực sự, bất kỳ công việc nào tôi làm, bất cứ điều gì tôi có thể để thay đổi thế giới ... Đó là thành quả lao động của họ."

Vào cuối cuộc thi, cô ấy cuối cùng đã đăng quang ngôi vị Hoa hậu Thế giới 2019 và được trao lại vương miện bởi Vanessa Ponce đến từ Mexico, Á hậu 1 là Ophély Mézino đến từ Pháp và Á hậu 2 là Suman Rao đến từ Ấn Độ.
Với ngôi vị hoa hậu của mình, Singh trở thành người phụ nữ Jamaica thứ tư giữ danh hiệu này, sau Lisa Hanna, đăng quang Hoa hậu Thế giới 1993, và là người phụ nữ da đen đầu tiên chiến thắng Hoa hậu Thế giới kể từ Agbani Darego đến từ Nigeria đã đăng quang Hoa hậu Thế giới 2001. Chiến thắng của cô cũng khiến năm 2019 trở thành năm đầu tiên phụ nữ da đen thứ hai đăng quang trong Tứ đại Hoa hậu, sau khi Zozibini Tunzi đến từ Nam Phi trở thành người phụ nữ da đen đầu tiên đã giành được danh hiệu Hoa hậu Hoàn vũ sau Leila Lopes đến từ Angola đăng quang Hoa hậu Hoàn vũ 2011.